# Pocketful of Sunshine (canção)
"Pocketful of Sunshine" é uma canção pop performada por Natasha Bedingfield para seu segundo álbum norte-americano Pocketful of Sunshine. Bedingfield co-escreveu a canção em conjunto com o compositor americano Danielle Brisebois e o músico e compositor norte-americano John Shanks; Shanks também produziu a faixa, bem como tocou a maioria dos instrumentos presentes. A Epic Records atendeu a música para rádios convencionais em 11 de fevereiro de 2008 nos Estados Unidos. Ele recebeu um lançamento internacional na primavera de 2011 para promover o lançamento de Strip Me Away (2011).

## Paradas
| Top (2008)            | Melhor posição |
| --------------------- | -------------- |
| Canadá                | 3              |
| EUA Billboard Hot 100 | 5              |
| EUA Billboard Pop 100 | 5              |
| United World Chart    | 14             |